# Erbium
Erbium (opkaldt efter Ytterby i Sverige) er det 68. grundstof i det periodiske system, og har det kemiske symbol Er: Under normale temperatur- og trykforhold optræder dette lanthanid som et blødt, sølvskinnende metal.

## Egenskaber
Erbium er forholdsvis modstandsdygtigt, og iltes ("ruster") ikke nær så hurtigt som andre sjældne jordarter i atmosfærisk luft, men ved temperaturer over 150 °C antændes metallet, og danner derved erbiumsesquioxid (Er2O3). Erbium reagerer desuden med vand under dannelse af gasformig brint samt erbiumhydroxid, og kan opløses i uorganiske syrer (hvilket også frigør brintgas). De kemiske og fysiske egenskaber for en erbium-prøve påvirkes i nogen grad af tilstedeværelsen af eventuelle urenheder i prøven.
I vandige opløsninger danner erbium en kation, Er+++, som farver opløsningen lyserød, og tilsvarende er erbium-salte lyserøde: Erbium giver anledning til markante absorbtionslinjer i såvel synligt som infrarødt og ultraviolet lys. Der ud over har erbium egenskaber der i høj grad ligner de øvrige sjældne jordarters egenskaber.

## Tekniske anvendelser
Glas eller krystaller der er tilsat erbium kan bruges som optiske "forstærkere", hvor erbium-ioner "pumpes" med lys med enten 980 eller 1480 nanometer, og siden udsender lys ved bølgelængden 1550 nanometer (alle tre bølgelængder svarer til infrarødt lys). Dette 1550-nanometer lys er særlig vigtig for optisk kommunikation, fordi almindelige, single-mode lysledere har minimalt tab af lysintensitet ved netop denne bølgelængde.
Erbium bruges som additiv i legeringer, f.eks. sammen med vanadium hvor det gør materialet mindre hårdt og nemmere at forarbejde. Stoffet bruges også som neutron-absorber, og som tilsætningsstof i lasermediet i lasere der bruges i optisk kommunikationsudstyr samt i medicinsk udstyr til behandling af hudsygdomme.

## Historie
Erbium blev opdaget i 1843 af Carl Gustaf Mosander, som separerede et stof der blev kaldt for "yttria", til tre forskellige stoffer, som han kaldte for yttria, erbia og terbia; alle opkaldt efter Ytterby, hvor der findes store koncentrationer af yttia og erbium.
I 1905 udvandt franskmanden Georges Urbain og amerikaneren Charles James, uafhængigt af Mosanders arbejde, forholdsvis rent erbiumsesquioxid (Er2O3). På grund af de sjældne jordarters meget ensartede kemiske egenskaber lykkedes det først i 1934 at fremstile nogenlunde rent, metallisk erbium. ved at reducere vandfrit erbiumklorid med kalium-dampe.

## Forekomst
Som de øvrige sjældne jordarter findes erbium aldrig i fri, metallisk form i naturen, men altid i kemiske forbindelser sammen med andre grundstoffer. Erbium udgør 3,8 parts per million af Jordens skorpe, og udvindes på kommerciel basis af mineralerne xenotim and euxenit, ved en ionbytningsproces der først er udviklet sidst i det 20. århundrede.

## Isotoper af erbium
Naturligt forekommende erbium består af de seks stabile isotoper 162Er, 164Er, 166Er, 167Er, 168Er og 170Er, hvoraf 166Er er den mest udbredte med 33,6 procent. Hertil kender man 23 radioaktive isotoper, hvoraf den mest "sejlivede" — 169Er — har en halveringstid på 9,4 døgn.